# Solieria lateralis
Solieria lateralis är en tvåvingeart som först beskrevs av Macquart 1834.  Solieria lateralis ingår i släktet Solieria och familjen parasitflugor.
Artens utbredningsområde är Frankrike. Inga underarter finns listade i Catalogue of Life.